# Сиокка, Анибаль
Анибаль Сиокка (исп. Aníbal Ciocca; 23 июля 1915, Монтевидео — 7 ноября 1981) — уругвайский футболист, центральный нападающий, прозванный «Принсипи».

## Биография
Сиокка начал профессионально играть в футбол в клубе «Монтевидео Уондерерс», затем в 1931 году он перешёл в «Насьональ». В том же году последним чемпионом Уругвая по футболу (любительская эра) стали «Уондерерс», а «Насьональ» занял второе место. В 1933 году Сиокка выиграл с «Насьоналем» национальный чемпионат. Этот успех был повторён в 1934 году.
Во время игры в «Насьонале» Сиокка принял участие в Кубке Америки 1935 года, где Уругвай стал лучшей командой в Южной Америке. Сиокка сыграл во всех трёх матчах: с Перу, Чили (забил 2 гола) и Аргентиной (1 гол). Три гола в активе принесли ему титул лучшего бомбардира турнира после Эрминио Масантонио. В том году с «Насьоналем» Сиокка во второй раз занял второе место, которое было началом серии из четырёх вице-чемпионств: в 1936, 1937 и 1938 годах.
Затем он принял участие в Кубке Америки 1939 года, где занял с Уругваем второе место. Сиокка играл во всех четырёх матчах: против Эквадора, Чили, Парагвая и Перу. В том же году он выиграл вместе с «Насьоналем» чемпионат Уругвая. Это было началом серии чемпионств, которые он выиграл в 1940, 1941, 1942 и 1943 годах.
Также Сиокка принял участие в Кубке Америки 1942 года, где Уругвай снова стал лучшим в Южной Америке. Сиокка сыграл во всех шести матчах: с Чили (забил), Эквадором, Бразилией, Парагваем (забил), Перу и Аргентиной.
После успешного континентального первенства Сиокка дважды с «Насьоналем» становился чемпионом Уругвая: в 1943 и 1946 годах, и дважды занимал второе место: в 1944 и 1945 годах. В 1946 году он закончил карьеру игрока.
Сиокка был дважды лучшим бомбардиром чемпионата Уругвая: в 1934 году (13 голов) и в 1936 году (14 голов).
С 18 июля 1934 по 4 апреля 1943 года Сиокка сыграл за сборную Уругвая 21 матч и забил 7 голов.
Сиокка демонстрировал элегантную игру, за что получил прозвище «Принсипи» (принц). Он хорошо сочетал технику и бомбардирские навыки, благодаря чему забил 155 голов в чемпионате Уругвая.